# Georg Fischler
Georg Fischler (født 3. juli 1985 i Hall in Tirol) er en østrigsk kælker. 
Han repræsentanterde Østrig under Vinter-OL 2014 i Sotsji, der han blev nummer 19 i double.
Under Vinter-OL 2018 i Pyeongchang kørte han på det østrigske hold, som vandt sølv i mændenes double og på holdet, som vandt bronze i holdkonkurrencen.